# Constitución de Eslovenia
La Constitución de la República de Eslovenia fue adoptada por la Asamblea Nacional Eslovena (Državni zbor) el 23 de diciembre de 1991. Está dividida en diez capítulos:
1. Disposiciones generales
2. Derechos Humanos y libertades fundamentales
3. Economía y relaciones sociales
4. Organización del Estado
5. Autogobierno
6. Finanzas públicas
7. Constitucionalidad y legalidad
8. El Tribunal Constitucional
9. Procedimiento de enmienda de la Constitución
10. Disposiciones temporales y finales

Desde 1991, se ha modificado en cuatro ocasiones.